# Lycaugidia
Lycaugidia là một chi bướm đêm thuộc họ Geometridae.

## Các loài
- Lycaugidia albata
- Lycaugidia albatus